# 早川直樹
早川 直樹（はやかわ なおき、1992年4月3日 - ）は、日本のラグビー選手。

## プロフィール
- 新潟県出身[1]。
- ポジションはウィング(WTB)。
- 身長 186cm、体重 88kg
- ニックネームはPP。
- U20・7人制日本代表に選ばれたことがある[2]。

## 略歴
2011年、北越高校卒業後、立正大学に入る。
2015年、立正大学卒業後、ヤマハ発動機ジュビロに加入。
2018年、ヤマハ発動機ジュビロを退団した。